# Andrea Bartoletti
Andrea Bartoletti (Chiaravalle, 1º maggio 1978) è un ex pallavolista italiano.
Giocava nel ruolo di schiacciatore.

## Carriera
La carriera di Andrea Bartoletti comincia nel 1994 nelle giovanili della Pallavolo Falconara: la stagione successiva viene promosso in prima squadra, partecipando al campionato di Serie A2 e facendo quindi il suo esordio tra i professionisti; con la squadra marchigiana resta legato in totale sei stagioni, vincendo la Coppa Italia di Serie A2 1997-98 e disputando anche una stagione, quella 1998-99, in Serie A1, anche se seguita da una immediata retrocessione. Nel 1999, precisamente il 28 luglio, fa il suo esordio in nazionale in una partita contro l'Ucraina.
Nella stagione 2000-01 viene ingaggiato dalla Gabeca Pallavolo di Montichiari, in Serie A1, dove resta per due stagioni, ma all'inizio dell'annata 2002-03 viene ceduto al Wild Volley Grottazzolina, in Serie A2. Nella stagione 2004-05 si trasferisce in Austria per vestire la maglia del Volleyball Tirol Innsbruck, club con il quale vince sia lo scudetto che la Coppa d'Austria.
Ritornato in Italia, dopo un'annata nella Sisley Volley di Treviso, con cui vince sia la Supercoppa italiana che la Champions League, nella stagione 2006-07 viene ingaggiato dall'Associazione Sportiva Volley Lube di Macerata, dove resta per quattro stagioni, vincendo due edizioni della Coppa Italia e della Supercoppa italiana.
Nella stagione 2010-11 passa all'Umbria Volley San Giustino, militando per altre due annate: al termine del campionato 2011-12 decide di ritirarsi dall'attività agonistica.

## Palmarès

### Club
- Campionato austriaco: 1

2004-05
- Coppa d'Austria: 1

2004-05
- Coppa Italia: 2

2007-08, 2008-09
- Supercoppa italiana: 3

2005, 2006, 2008
- Coppa Italia di Serie A2: 1

1997-98
- Champions League: 1

2005-06